# Christoph Roethel
Christoph Roethel (* 1941 in Lübeck) ist ein deutscher Theaterregisseur und Dramatherapeut.

## Leben
Christoph Roethel wuchs in München auf und studierte nach dem Abitur Anglistik, Germanistik und Theaterwissenschaften in London, Paris und Hamburg. Dann absolvierte er eine private Ausbildung am Theater im Zimmer und führte erstmals 1967 Regie bei Arthur Millers Der Tod eines Handlungsreisenden. Seitdem inszenierte er rund 100 Theaterstücke in verschiedenen deutschen Städten. 1974 machte sein Stück Die Reise nach Chine ... oder über die Schwierigkeit nach dem argentinischen Autor Copi an Uta Emmers Modernem Theater in der Münchener Hans-Sachs-Straße Furore, bei dem Birgit Zamulo in ihrer Rolle nackt mit kahlgeschorenem Schädel auftrat. In der Komödie Winterhuder Fährhaus inszenierte er 2001 Arsen und Spitzenhäubchen, 2002 für die Kontraste-Reihe Samuel Beckett Glückliche Tage mit Gerda Gmelin und 2003 Hermann Burgers Der Orchesterdiener.
In Paris gründete und leitete er das Théâtre St. André des Arts, in München das Moderne Theater II, und in Hamburg 1988 eine Schule für Schauspiel, nicht zu verwechseln mit der Schule für Schauspiel Hamburg.
Nach Schließung des Theater im Zimmer im Jahr 1998 absolvierte er eine zweijährige Psychodrama-Ausbildung am Moreno-Institut von Grete Leutz in Köln und arbeitet seitdem nebenbei auch als Dramatherapeut im Suchtbereich und unterrichtet Qigong und Tai-Chi.